# Мьон
Мьон (дан. Møn) — данський острів у Балтійському морі.

## Географія
Розташований у південно-східній частині країни. Займає площу 217,75 км². Населення острова складає 9 580 осіб (станом на 1 січня 2013). Найбільшим містом острова є Стеге, яке розташовано приблизно в центрі Мьона, його населення складає близько 4 000 жителів.
Клімат помірний, морський, з м'якою нестійкою зимою, прохолодним літом і розтягнутими перехідними сезонами.

## Пам'ятки

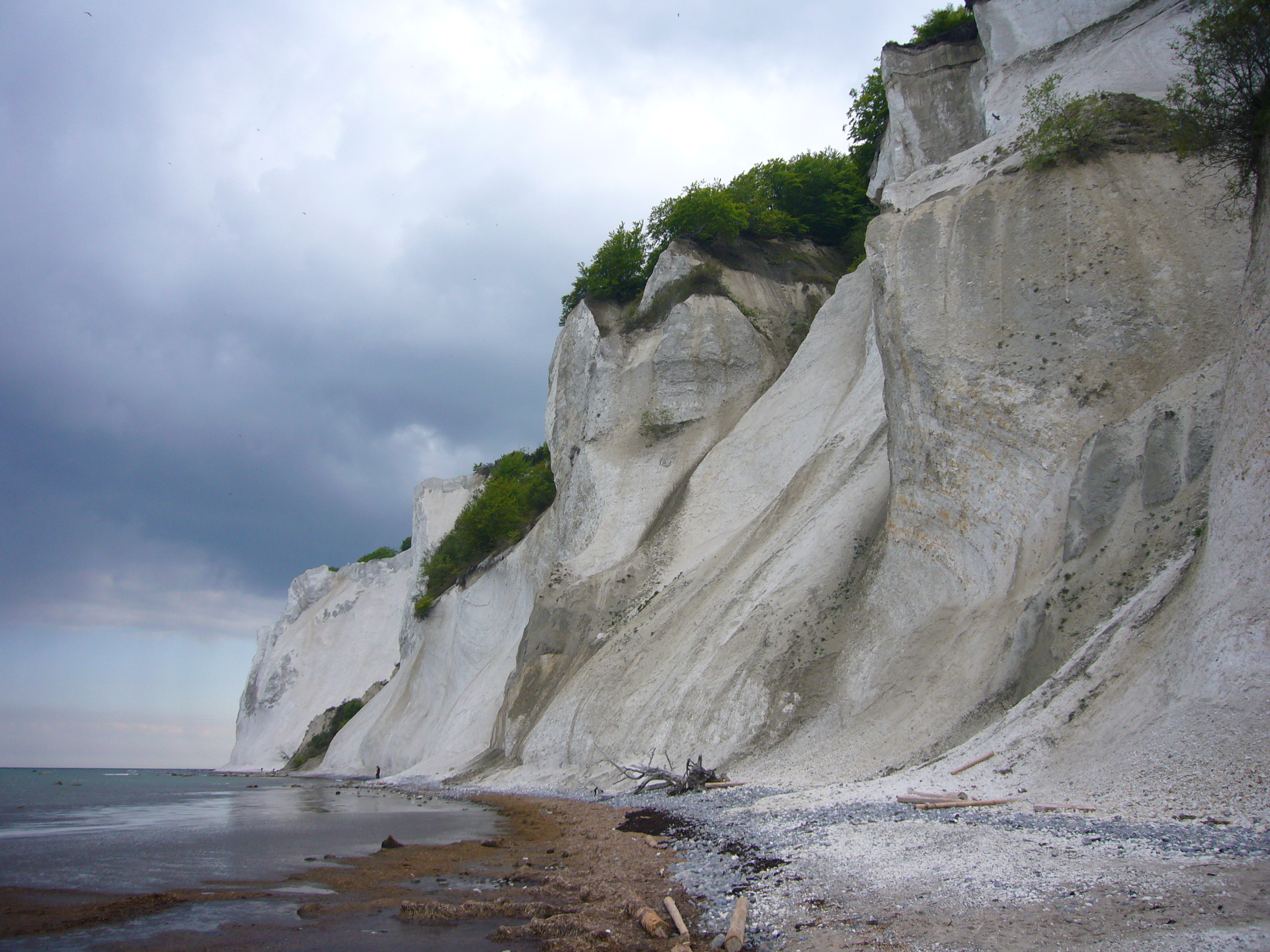
Крейдяні скелі - мьонський клінт

На острові розташований найвищий масив крейдяних скель Данії («Білі скелі» або «Клінт Мьону»). Він тягнеться на 6 км у довжину та сягає 128 метрів у висоту (найвищий пункт - 143 метра), виник 70 млн. років тому і був колись дном моря. Порода складається переважно з останків вапняних раковин мікроскопічних водоростей, що населяли первісне море.